# Ананьївське повстання

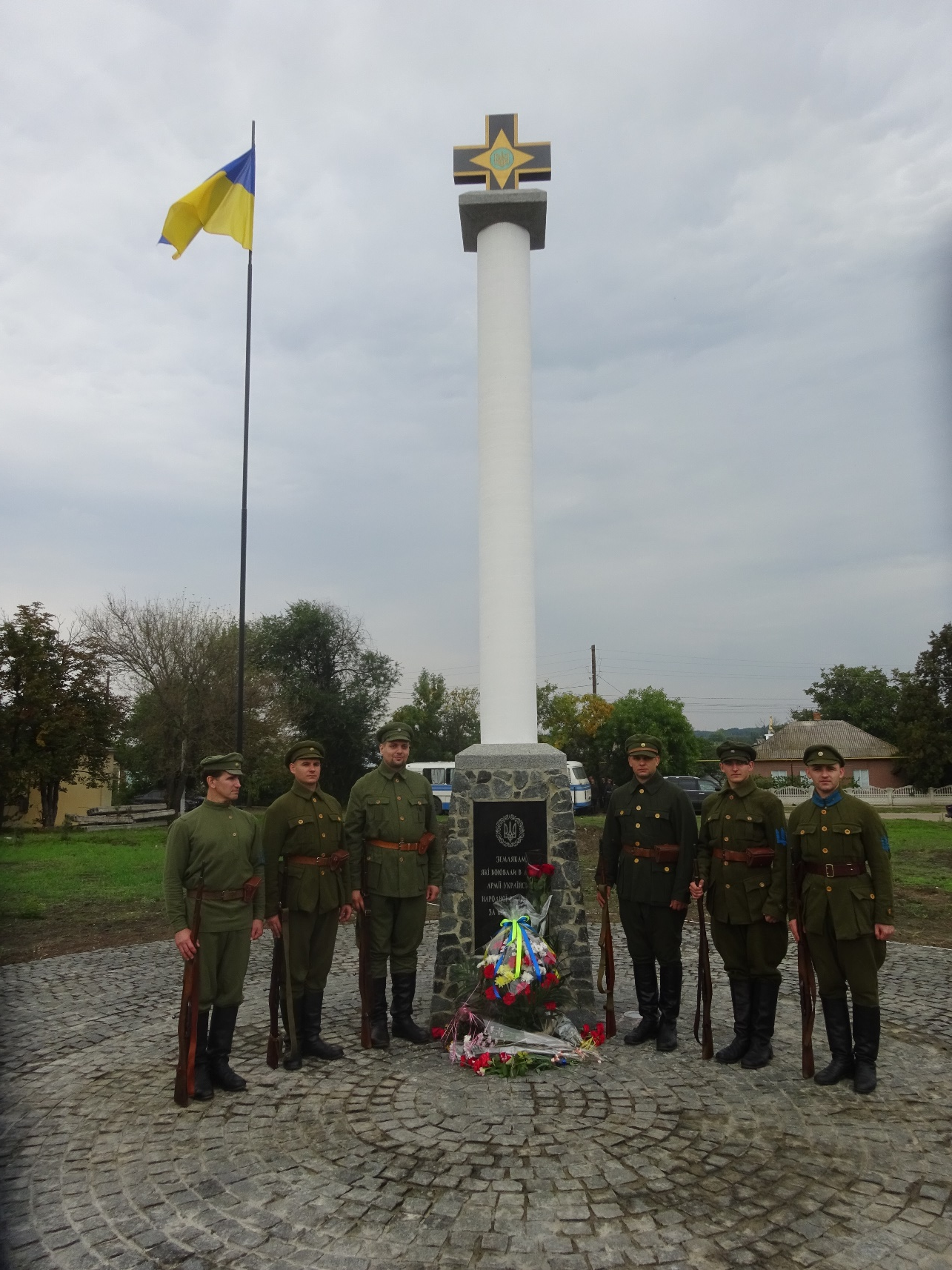
Меморіал воякам Армії УНР у м. Ананьїв Одеської області, 15 вересня 2018 р.

Ананьївське повстання — збройний виступ мешканців Ананьєва та довколишніх сіл проти більшовицької влади навесні 1920 р.

## Передумови
У грудні 1918 року, після захоплення Одеси військами Антанти та білогвардійцями, в Ананьєві був сформований загін добровольців, який незабаром влився до складу 2-го Одеського полку Дієвої армії Української Народної Республіки. Цей полк брав участь у бойових діях проти білогвардійців, а потім проти Червоної армії.
30 січня 1919 року Військове міністерство УНР віддало наказ про формування з мешканців Ананьївського повіту куреня (батальйону) Синьожупанної дивізії. Попри те що дивізію створити так і не вдалося, було сформовано Ананьївський курінь, до якого добровольцями зголосилися 28 старшин і 463 козаки з місцевих жителів. Командирами стали мешканці Ананьєва — сотники Ашинов і Трохименко.  
Ананьївський курінь Армії УНР пройшов із боями майже все Поділля, поставши наприкінці 1919-го перед дилемою: продовжувати боротьбу партизанськими методами чи скласти зброю. У грудні невелика частина ананьївців долучилася до військ Зимового походу, які вирушили в тривалий рейд тилами білих та червоних окупантів. Решта на чолі із сотником Олександром Ашиновим повернулася додому.
Поки Армія УНР воювала на Поділлі, Ананьївський повіт захопила Червона армія. В Ананьєві та довколишніх селах був установлений режим «воєнного комунізму». Жорстоке ставлення до цивільного населення призвело до того, що в липні 1919 року спалахнуло повстання. Першими проти більшовиків виступили мешканці заможного і великого села Точилове, що розташоване між Ананьєвим та Бірзулою. Не встигли червоні стягнути підкріплення до бунтівного села, як повстали селяни в Семенівці, Байталах, Гандрабурах і Михайлівці. Різанина комісарів, яку влаштували українці, змусила радянську владу втікати з повіту. Невдовзі прийшли російські білогвардійці, з якими в місцевих українців склалися дуже конфліктні взаємини. Вже на початку лютого 1920 року прихильникам УНР, а саме тим, хто прийшов з армії, знову на деякий час вдалося підняти українські прапори над Ананьївським повітом. Однак уже за два тижні сюди повернулася Червона армія, тож проукраїнські активісти були змушені перейти на нелегальне становище.
Більшовики зробили висновки щодо своїх прорахунків, допущених під час попереднього періоду окупації. У Червоній армії почали формувати українські радянські частини. Одна з таких частин — 361-й стрілецький полк — розташувалася в Ананьєві. Полк був укомплектований переважно колишніми вояками Армії УНР, які за різних обставин опинилися в окупованій червоними військами Одесі (хворі, яких не вдалось евакуювати; козаки й старшини, які потрапили до полону Добровольчої армії).

## Збройний виступ
Невдовзі після того, як сформований в Одесі 361-й стрілецький полк був передислокований до Ананьєва, у тил Червоної армії (на територію Херсонської губернії) зайшла Армія УНР, яка в цей час рейдувала у Зимовому поході. Скориставшись такою чудовою нагодою, 16 квітня 1920 року 361-й полк і група ананьївських підпільників повстали проти радянської влади. Перші успіхи повстанців надихнули селян з усього Ананьївського та Балтського повітів атакувати окупаційну адміністрацію та червоні війська. Очолив цей збройний виступ отаман Йосип Пшоник. Командиром усіх повстанців було обрано полковника генштабу Володимира Галкіна, який у 361-му полку працював діловодом і старанно приховував своє військове звання.
Повсталим українцям вдалося протриматися чотири дні в боях проти ворога. Вже 19 квітня 1920 року 3-й кінний полк Армії УНР дістався до Ананьєва, де точилися вуличні бої між повстанцями та радянськими військами. Більшовиків було вибито з міста, а Чорноморський полк у складі 200 піших, 80 кінних вояків та 9 кулеметів долучився до Армії УНР і незабаром був включений до Волинської дивізії. Мешканці Ананьєва в кількості 10 старшин, 41 підстаршини та козака були зараховані як 4-й курінь до Чорноморського полку. Його командиром став Олександр Ашинов, який героїчно загинув у бою з червоними 4 травня 1920-го. Після його смерті підрозділом командував сотник Василь Мунтян. Він також поліг у бою з більшовиками 2 жовтня 1920-го. Останнім командиром куреня був сотник Трохименко, який у листопаді з рештою ананьївців перейшов на західний берег Збруча й був інтернований у Польщі.

## Вшанування пам'яті
У 2018 р., на вшанування героїв Ананьївського повстання, благодійний фонд "Героїка" побудував в Ананьєві меморіал воякам Армії УНР. Урочисте відкриття меморіалу відбулось 15 вересня 2018 р. Вшанувати героїв українського війська зібрались представники місцевої та обласної влади, ветерани сучасної російсько-української війни, представники громадськості. Почесну варту біля пам’ятника несли військові Збройних сил України та реконструктори, вбрані в однострої Армії УНР. Військовий оркестр Одеської академії сухопутних військ виконав гімн нової армії “Зродились ми великої години”.
Меморіальний комплекс збудований на пожертви, зібрані благодійним фондом «Героїка». Автором проекту та виконавцем робіт став учасник бойових дій, доброволець Олег Собченко з Черкащини. У будівництві допомагали місцеві волонтери.
Меморіал знаходиться на в’їзді до міста. На білій колонні височіє орден Армії УНР Залізний Хрест «За Зимовий похід і бої». Це перший орден в історії українського війська. Ним відзначали учасників Першого Зимового походу, що тривав під командуванням генерал-полковника Михайла Омеляновича-Павленка тилами білих та червоних військ в період з 06.12.1919 р. по 06.05.1920 р. З чотирьох сторін постамент пам’ятника обрамлений гранітними дошками з іменами козаків та старшин Армії УНР, які походять з Ананьївщини. На площі, поряд з пам’ятником, встановлено щоглу з Державним Прапором України.